# 老城镇站
老城镇站，是位于中华人民共和国海南省澄迈县老城镇的一个铁路车站，海口市郊铁路和海南环岛高速铁路的列车在此停靠，车站由中国铁路广州局集团管辖。

## 歷史
- 2015年12月30日通车启用[2]。

## 車站周邊
- 海南地区环线高速公路
- 海南生态软件园
- 中国工商银行软件园支行
- 海航南方数据中心
- 海南残友信息技术研究院
- 欣才学校
- 澄迈海之梦大酒店

## 外部連結
- 中国铁路客户服务中心 （页面存档备份，存于）